# Marie-Louise Boëllmann-Gigout

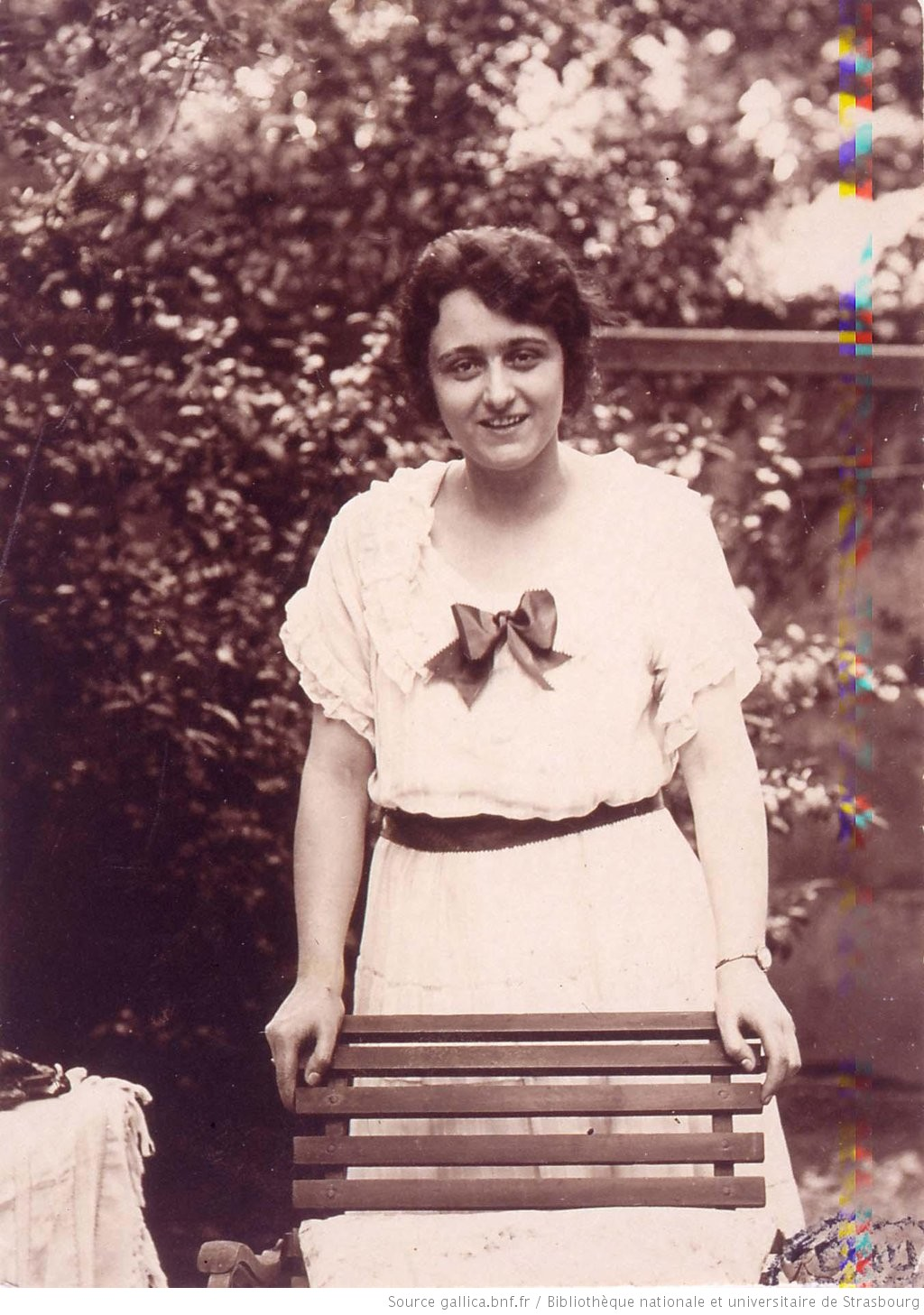
Marie-Louise Boëllmann-Gigout 1922

Marie-Louise Boëllmann-Gigout (* 18. Juni 1891 in Paris; † 31. Juli 1977 in Zürich) war eine französische Organistin und Musikpädagogin.
Die Tochter des Organisten und Komponisten Léon Boëllmann wurde im Alter von sieben Jahren Vollwaise. Sie wurde dann von ihrem Großonkel Eugène Gigout aufgenommen, der sie auch als Organistin ausbildete.
Während des Zweiten Weltkrieges arbeitete sie mit dem französischen Widerstand in der Front National des Musiciens  zusammen. Gemeinsam mit Claude Delvincourt erreichte sie, dass die für die Zwangsarbeit in Deutschland rekrutierten Studenten des Pariser Konservatoriums der erzwungenen Abreise entgingen. Im Juli 1944 wurde sie von der Gestapo verhaftet und ins Gefängnis von Fresnes gebracht. Im August gelang ihr die Flucht aus dem Zug zum KZ Ravensbrück. 1945 wurde sie für ihr Engagement mit dem Croix de guerre ausgezeichnet.
Nach dem Krieg unterstützte sie René Nicoly bei der Gründung der Jeunesses Musicales de France. Als Lehrerin widmete sie sich bis zu ihrem Tod der Förderung junger Musiker, insbesondere solcher, die Begabung zur Komposition und Improvisation zeigten. Das Konservatorium Straßburg führt gemäß ihrem Testament den Concours International Marie-Louise Boëllmann-Gigout für Orgelimprovisation durch.